# Le Gaucho (film, 1952)
Pour les articles homonymes, voir Le Gaucho.
Pour plus de détails, voir Fiche technique et Distribution.
Le Gaucho (Way of a Gaucho) est un film américain de Jacques Tourneur sorti en 1952.

## Synopsis
1875, en Argentine. Les aventures du gaucho Martin Penalosa en lutte contre l'autorité et ses amours avec Teresa Chavez, une aristocrate.

## Fiche technique
- Titre original : Way of a Gaucho
- Titre français : Le Gaucho
- Réalisation : Jacques Tourneur
- Scénario : Philip Dunne d'après le roman Way of a Gaucho de Herbert Childs
- Direction artistique : Mark-Lee Kirk et Lyle R. Wheeler
- Décors : Thomas Little, Bruce MacDonald
- Costumes : Charles Le Maire et Mario Vanarelli
- Photographie : Harry Jackson
- Son : Eugene Grossman, Harry M. Leonard
- Musique : Sol Kaplan
- Montage : Robert Fritch
- Production : Philip Dunne
- Production associée : Joseph C. Behm
- Société de production : Twentieth Century Fox
- Société de distribution : Twentieth Century Fox
- Pays de production :  États-Unis
- Langue : anglais
- Format : Couleur (Technicolor) — 35 mm — 1,37:1 - Son Mono (Western Electric Recording)
- Genre : Western
- Durée : 87 minutes
- Date de sortie : 
  - États-Unis : 16 octobre 1952

## Distribution
- Rory Calhoun  (VF : Jacques Erwin) : Manuel Peñalosa
- Gene Tierney (VF : Françoise Gaudray)  : Teresa Chávez
- Richard Boone (VF : Serge Nadaud)  : Major Salinas
- Hugh Marlowe (VF : Roger Treville)  : Don Miguel Aleondo
- Everett Sloane  (VF : Camille Guerini) : Falcón
- Enrique Chaico : Père Fernández
- Jorge Villoldo : Valverde
- Narration :Maurice Pierrat

## Production
- Henry King avait été prévu originellement pour diriger le film, avec Tyrone Power dans le rôle principal. King finalement ne put faire le film, ne voulant pas se rendre en Argentine alors que sa femme était souffrante[1]. Power refusa le rôle, ne voulant plus jouer de rôle en costumes[2].
- Le film a été tourné en Argentine, en grande partie parce que les profits qu'avait faits la Fox dans ce pays ne pouvaient être rapatriés aux États-Unis à la suite d'un contrôle des changes[1].
- Film édité en haute définition DVD et Blu-ray par Sidonis 2016